# Resolució 824 del Consell de Seguretat de les Nacions Unides
La Resolució 824 del Consell de Seguretat de les Nacions Unides fou adoptada per unanimitat el 6 de maig de 1993. Després de considerar un informe del Secretari General Boutros Boutros-Ghali conforme a la resolució 819 (1993), el Consell va discutir el tractament de certs pobles i els seus voltants com a "àrees segures" a Bòsnia i Hercegovina.
La pràctica de la neteja ètnica va ser condemnada novament juntament amb l'obstrucció de l'ajuda humanitària en àrees afectades, mentre que el Consell expressa preocupació pel gran nombre de persones desallotjades a la regió. Els atacs per paramilitars serbobosnians a diversos pobles bosnians també causà la preocupació del Consell de Seguretat. Indicava l'única característica de la ciutat de Sarajevo com un centre multicultural, multiètnic i multireligiós que exemplificava la viabilitat de la coexistència i interrelacions entre totes les comunitats a Bòsnia i Hercegovina i la necessitat de preservar-la per evitar una major destrucció.
Actuant sota el Capítol VII de la Carta de les Nacions Unides i recordant les provisions de la resolució 815 (1993) en el mandat de la Força de Protecció de les Nacions Unides (UNPROFOR), la resolució demando que la captura de territori a través de la força cessés. També va declarar que Sarajevo, Tuzla, Žepa, Goražde, Bihać, igual que Srebrenica, fossin tractades com a àrees segures per tots els bel·ligerants en qüestió i alliberades d'atacs hostils. A més, el Consell va demandar que els atacs es detinguessin i que els serbobosnians es retiressin, i que es permetés accés sense obstacles a UNPROFOR i organitzacions internacionals. No obstant això, no va haver-hi esment sobre mesures reforçadores en cas que les provisions no fossin implementades.
La força d'UNPROFOR va ser augmentada en 50 observadors militars juntament amb equipament militar i suport logístic, demandant a tots els partits que cooperessin amb la força de manteniment de pau. El Secretari General també va demanar que es fes seguiment de la situació humanitària a Bòsnia i Hercegovina.
La resolució 824 va concloure declarant que serien preses mesures addicionals si qualsevol part fallava a implementar la present resolució i que les provisions de la resolució actual romandrien vigents fins que les hostilitats cessessin, les tropes se separessin i que s'imposés la supervisió d'armament pesa.